# Stufato alla pavese
Lo stufato alla pavese (in dialetto pavese stüfà o stüà) è uno stracotto di carne di manzo tipico della Lombardia meridionale. La parte del manzo che viene cucinata è la spalla (in Lombardia è conosciuta come “spalla da prete”). È utilizzato per preparare il ripieno degli agnolotti pavesi, piatto tipico della stessa zona. 
Oltre alla consumazione come secondo piatto, è utilizzato come condimento per pasta, come per esempio con le tagliatelle e con gli agnolotti pavesi.

## Le origini
Nel XIX secolo lo stufato costituiva il piatto di carne della domenica nel periodo invernale. Era anche la pietanza che, per le sue particolari modalità di cottura, era possibile trovare sempre pronta nelle osterie della Lombardia. Generalmente si preparava con il manzo, ma si usavano anche i tagli più fibrosi ricavati dalla macellazione dell'asino o del cavallo. La stufatura (o la brasatura, ottenuta appoggiando le braci accese sopra il coperchio del tegame) durava spesso 8-10 ore e rendeva morbida e sugosa una carne altrimenti difficilmente commestibile. Infatti, lo stufato fa parte della categoria di carni "stracotte", tipiche della bassa pianura padana.